# Falsozorilispe linearis
Falsozorilispe linearis – gatunek chrząszcza z rodziny kózkowatych i podrodziny zgrzypikowych. Jedyny przedstawiciel rodzaju Falsozorilispe.

## Zasięg występowania
Gatunek ten występuje w Nowej Kaledonii.